# Јордан Грабулоски
Јордан Грабулоски — Грабул (Прилеп, 12. март 1925 — Скопље, 26. мај 1986) је био југословенски и македонски вајар.

## Биографија
Учествовао је у Народноослободилачкој борби. После рата завршио је Академију за ликовне уметности у Београду 1952. године.
Био је оснивач и члан авангардне групе „Денес“ од 1953. године, директор Училишта примењене уметности у Скопљу, председник Друштва ликовних уметника Македоније и дописни члан Македонске академије наука и уметности од 1981. године.
Био је на студијским путовањима по Италији, Грчкој, Египту, Сирији и осталим земљама. Имао је самосталне изложбе у Скопљу 1966, 1970, 1986. и 1988. године (ретроспектива) и групне изложбе у Београду, Загребу, Паризу, Лондону, Бечу, Атини, Венецији и Каиру.
Два пута је био добитник награде „11. Октомври“, 1966. и 1970. године.
Умро је 26. маја 1986. године у Скопљу.
У његову част, Друштво ликовних уметника Македоније сваке године додељује награду „Јордан Грабул” за скуплтуру.

## Стваралаштво
Грабулоски је имао велико значење за развој модерне скуплтуре са особитим доприносом на пољу споменичке пластике. Аутор је бројних споменика чија су обиљежја разне стилске одреднице од реализма и социјалистичког реализма (Ваташа, 1962; Белчишта, 1958; Прилеп 1958; Кичево, 1963; Скопље, 1965) до асоцијативног геометризма (Отешево, 1973; Ђевђелија, 1969; Крушево, 1974).
У гимназијским данима, Грабулоски се углавном бавио цртањем пејзажа око Прилепа. Из овог раздобља његовог стваралаштва сачувано је седам цртежа, пет пејзажа, један аутопортрет, две скулптуре од непечене глине и остало.
Почетком 1950-их, следио је линију реалистичке пластике што се најбоље види на споменику Николи Кареву из 1953, а после тога је стилизовао и поједноставио форму („Отпор“, 1961; „Самоник“, 1966).
Аутор је бројних споменика по Македонији, од којих су најзначајнији:.
- Споменик првом штрајку дуванских радника и дуванским радницима погинулим у НОБ, Прилеп 1958.
- Споменик Николи Кареву, 1953.
- Споменик Гоце Делчеву
- Споменик Првој македонско-косовској бригади, Сливово
- Споменик Револуцији, Белчишта 1958.
- Споменик стрељаним омладницима од бугарског окупатора, Ваташа 1962.
- Спомен-костурница палих бораца и жртава фашизма, Кичево 1963.
- Меморијални комплекс НОБ-а, Бутел (Скопље) 1965.
- Споменик слободи, тврђава Кале (Скопље) 1965.
- Споменик слободи, Ђевђелија 1969.
- Споменик Преспанском саветовању, Отешево 1973.
- Македониум, Крушево 1974.

Из опуса његовог стваралаштва посебно је важан монументални споменик „Македониум“ у Крушеву, посвећен палим борцима и јунацима Илинденског устанка (1903) и Народноослободилачке борбе (1941 — 1944). Споменик је свечано отворен на Илиндан 1974. године.

## Галерија
- Споменик Револуцији, Белчишта 1958.
- Рељеф на спомен-костурници, Кичево 1963.
- Споменик на тврђави Кале, Скопље 1965.
- Споменик слободи, Ђевђелија 1969.
- „Македониум“, Крушево 1974.